# Mount Woodward (Marie-Byrd-Land)
Mount Woodward ist ein 252 m hoher Berg mit breitem Doppelgipfel im westantarktischen Marie-Byrd-Land. Er ragt in den Ford Ranges 13 km westnordwestlich des Mount Douglass zwischen dem Hammond-Gletscher und dem Boyd-Gletscher auf.
Entdeckt wurde der Berg bei der ersten Antarktisexpedition (1928–1930) des US-amerikanischen Polarforschers Richard Evelyn Byrd. Namensgeber ist Donald Woodward (1893–1958), Sohn des Unternehmers Orator Francis Woodward und Sponsor der Forschungsreise.